# Nevladna organizacija
Nevladna organizacija je organizacija, ki ni del vladajoče politike in je ni ustanovila država. Običajno je neodvisna od vlade (v širšem pomenu), financirajo pa se s prostovoljnimi prispevki in različnimi projekti.

## Nekatere večje nevladne organizacije
- Amnesty International
- Greenpeace
- Human Rights Watch
- Svetovni sklad za naravo
- Transparency International
- Lions Clubs International